# Asociación Nacional para el Estudio de los Problemas Actuales
La Asociación Nacional para el Estudio de los Problemas Actuales (ANEPA) fue una asociación española, creada en 1969 para organizar conferencias y otros actos culturales en el tardofranquismo.

## Historia
Registrada como asociación cultural en 1969, fue inicialmente conocida como Asociación para el Estudio de Problemas Actuales (APEPA); posteriormente se añadió Nacional a su nombre. No registrada como asociación política hasta que se introdujo el marco regulador asociativo de Arias Navarro en 1974, persiguió a partir de entonces continuar con sus actividades de índole cultural a través del Centro de Estudios Actuales (CEI).
Tuvo como presidentes a Leopoldo Stampa y, desde 1976, a Enrique Thomas de Carranza, ambos miembros de Fuerza Nueva. Un informe de 1974 del Ministerio de Información y Turismo cita como fundador de Alejandro Rodríguez de Valcárcel. Otros miembros fueron Salvador Serrats Urquiza (vicepresidente), José Ramón Alonso y Pedro Pérez Alhama. En 1975 promovió una asociación política, Nueva Política Española, que no fructificó, e incluso pensaron al cambiarle el nombre por Asociación Popular Democrática. Con todo y con un fuerte componente anticomunista, se mostraron partidarios de una democracia liberal.
Leopoldo Stampa, presidente de ANEPA, encapsuló a los impulsores de la asociación con el siguiente argumentario en 1975: «somos de derechas en lo político y de izquierdas en lo social y en lo económico,pero no os gusta que nos llamen de centro».
El 9 de octubre de 1976 el presidente de ANEPA, Enrique Thomas de Carranza, bajo cuyo mandato la organización experimentó una deriva conservadora, trató de integrar a la agrupación en la coalición Alianza Popular, lo cual fue rechazado por la junta directiva y motivó la destitución de su presidente el 12 de enero de 1977, así como también la retirada de AP y la integración en la Unión de Centro Democrático. El 2 de febrero de 1977 cambió su nombre a Anepa-Centro Popular y su nuevo presidente pasó a ser José Ramón Alonso.
El grupo leal a Thomas de Carranza se integró en Alianza Popular el 20 de enero de 1977, y formó el partido Unión Social Popular el 16 de febrero.